# Infección asintomática por VIH
La infección asintomática por VIH, conocida también como período de latencia clínica o de portador asintomático, es una fase dentro de la enfermedad del sida. Se inicia generalmente al sexto mes del ingreso del virus al organismo (después de la infección primaria o síndrome retroviral agudo) donde además se produce la seroconversión (95%).

## Características
La respuesta inmunitaria específica contra el virus llevada a cabo, sobre todo por los linfocitos T citotóxicos, y la consiguiente reducción brusca de la replicación viral en la sangre, marcan un momento crítico en la evolución de la enfermedad: el paso de la fase de infección aguda a la fase crónica asintomática. Es un periodo variable, con una media de 7 a 10 años. Durante esta fase, el virus y las células infectadas están continuamente presentes en la sangre periférica, la actividad proliferativa viral persiste y alcanza un equilibrio dinámico que estaría limitado por factores relacionados con el huésped o con el virus.

## Resoluciones
La fase asintomática tiene cuatro posibles resoluciones:
- Típica: La más común. Dentro de un periodo de 7 a 10 años, se sufre el sida.
- Rápida: En un periodo de un año se sufre el sida.
- Superviviente: Se sufre el sida pero el organismo consigue mantener cierta concentración de linfocitos (no llega a cero).
- No progresa: El HIV no consigue producir el sida. Caso de individuos con mutaciones en CD4 o en el receptor de quimiocinas.